# فرانسوا بليس
فرانسوا بليس هو سياسي كندي، ولد في 27 يناير 1961 في Saint-Patrice-de-Beaurivage ‏ في كندا. نشط حزبياً في حزب كيبيك الليبرالي. وقد انتخب وزير التعليم ‏ (27 فبراير 2015 – ) وانتخب عضو الجمعية الوطنية في كيبك ‏ عن دائرة شارلسبورغ ‏ خلال فترته النيابية ‏ (17 أبريل 2014 – 23 أغسطس 2018).